# ألعاب القوى في الألعاب الأولمبية الصيفية 2024 – سباق 4 × 100 متر تتابع للسيدات
أقيمت منافسات سباق التتابع 4 × 100 متر للسيدات في الألعاب الأولمبية الصيفية 2024 على جولتين في ستاد دو فرانس في باريس، فرنسا، يومي 8 و9 أغسطس 2024. كانت هذه هي المرة الثالثة والعشرين التي تقام فيها منافسات سباق التتابع 4 × 100 متر للسيدات في الألعاب الأولمبية الصيفية. تمكن ما مجموعه 16 فريقًا من التأهل إلى الحدث من خلال تصفيات ألعاب القوى العالمية 2024 أو قائمة أفضل فرق ألعاب القوى العالمية.

## ملخص
كانت جامايكا هي البطلة المدافعة عن اللقب، لكن لم يعد أي من أفرادها السابقين ضمن الفريق في هذه الدورة. بالنسبة لفريق الولايات المتحدة الأمريكية الحائزة على الميدالية الفضية، لم تشارك سوى جابرييل توماس. أما بريطانيا العظمى الحائزة على الميدالية البرونزية فقد عادت بثلاثة لاعبين وهم دينا آشر سميث، وإيماني لارا لانسيكوت، وديريل نيتا. ومؤخرًا فازت الولايات المتحدة الأمريكية في بطولة العالم 2022 و2023 بنفس الفريق تقريبًا، حيث هزمت فريقًا أقوى كثيرًا من جامايكا في عام 2023، مع المملكة المتحدة أيضًا بفريق مماثل في المركز الثالث. احتلت المملكة المتحدة المركز الثاني في عام 2022 بينما حصل فريق ألماني على المركز البرونزي. كان لدى الولايات المتحدة الأمريكية صاحبة الميدالية الذهبية في سباق 200 متر مع صاحبة المركز الثاني والثالث والخامس في نهائي 100 متر. ما يجعل الفريق الأمريكي هذا على الورق المرشح الأوفر حظًا. فيما لم يسجل أي فريق آخر أكثر من لاعب واحد في نهائي 100 متر. وعلى عكس سباقات التتابعات الأخرى، أشركت الولايات المتحدة الأمريكية نفس الرياضيين الأربعة في الجولتين.
بدأت فريق البريطاني بسرعة مع انطلاقة آشر سميث ثلث ثانية عن الألمانية ألكسندرا بورغارت، والأمريكية ميليسا جيفرسون وجاميكية ألانا ريد والسويسرية سالومي كورا. حافظت لانسيكوت على تقدم فريق البريطاني، لكن توينيشا تيري انطلقت بسرعة لوضع الولايات المتحدة بوضوح في المركز الثاني. ركضت جيميما جوزيف بقوة في المرحلة الثانية لوضع فرنسا في المركز الثالث. أثناء التمرير مدت توماس يدها لفترة طويلة قبل أن تتمكن تيري من العثور عليها بالعصا، مما كلف فريق الولايات المتحدة بعض الوقت. ركضت جينا لوكينكيمبر منعطفًا سريعًا لتعادل ألمانيا مع البريطاني. كان فريق الفرنسي متقدمة قليلاً على الولايات المتحدة في التسليم النهائي ، ولكن كان ذلك لبطلة العالم شاكاري ريتشاردسون 2023 ببداية جري. نظرت ريتشاردسون إلى الخلف للتأكد من وصول العصا إلى يدها. كانت ألمانيا في الصدارة وسلمت العصا إلى ريبيكا هاس، وهي خطوة للأمام على البريطاني مع انطلاق داريل نيتا في المرحلة النهائية للمتابعة الألمانية هاس. انطلقت الامريكية ريتشاردسون وتجاوزت نيتا وهاس في منتصف المسار المستقيم، ثم نظرت إلى الخلف للتأكد من فوز الولايات المتحدة.

## الخلفية
يعتبر سباق التتابع 4 × 100 متر في الألعاب الأولمبية الصيفية أقصر سباق تتابع على المضمار يُقام في الحدث المتعدد الرياضات. وقد أقيم سباق السيدات بشكل مستمر منذ الألعاب الأولمبية التي أقيمت في أمستردام عام 1928.
| رقم قياسي              | الرياضي (الدولة)                                                              | الوقت (ثانية) | الموقع                | التاريخ       |
| ---------------------- | ----------------------------------------------------------------------------- | ------------- | --------------------- | ------------- |
| الرقم القياسي العالمي  | الولايات المتحدة (تياننا ماديسون، أليسون فيليكس، بيانكا نايت، كارميليتا جيتر) | 40.82         | لندن، المملكة المتحدة | 10 أغسطس 2012 |
| الرقم القياسي الأولمبي | الولايات المتحدة (تياننا ماديسون، أليسون فيليكس، بيانكا نايت، كارميليتا جيتر) | 40.82         | لندن، المملكة المتحدة | 10 أغسطس 2012 |
| الرقم الرائد عالمياً    | بريطانيا العظمى (دينا آشر سميث، إيماني لانسيكوت، إيمي هانت، داريل نيتا)       | 41.55         | لندن، المملكة المتحدة | 20 يوليو 2024 |

| سجل المنطقة                                 | الرياضي (الدولة)                                                                 | الوقت (الثواني) |
| ------------------------------------------- | -------------------------------------------------------------------------------- | --------------- |
| أفريقيا (الأرقام القياسية)                  | ساحل العاج (مورييل آهوري ديمبس، ماري جوزيه تا لو، جيسيكا غباي، مابوندو كوني)     | 41.90           |
| آسيا (الأرقام القياسية)                     | الصين (لين شياو، لي يالي، ليو شياومي، لي شيومي)                                  | 42.23           |
| أوروبا (الأرقام القياسية)                   | ألمانيا الشرقية (سيلكي مولر، سابين ريجر غونتر، إنغريد أورسوالد لانج، مارليس جور) | 41.37           |
| أمريكا الشمالية والوسطى والكاريبي (السجلات) | الولايات المتحدة (تيانا ماديسون، أليسون فيليكس، بيانكا نايت، كارميليتا جيتر)     | 40.82 WR        |
| أوقيانوسيا (السجلات)                        | أستراليا (إيلا كونولي، بري ماسترز، كريستي إدواردز، توري لويس)                    | 42.48           |
| أمريكا الجنوبية (الأرقام القياسية)          | البرازيل (إيفيلين دوس سانتوس، آنا ليموس، فرانسييلا كراسوكي، روزانجيلا سانتوس)    | 42.29           |

## التأهل
بالنسبة لسباق التتابع 4 × 100 متر للسيدات، تأهلت أربعة عشر فريقًا من خلال سباق التتابع العالمي لألعاب القوى 2024. تم منح المكانين المتبقيين للفرق ذات التصنيف الأعلى في قائمة أفضل فرق ألعاب القوى العالمية. فترة التأهل هي بين 1 يوليو 2023 و30 يونيو 2024.
| حدث التأهل                                         | عدد الفرق | الفرق المتأهلة |
| -------------------------------------------------- | --------- | --- |
| سباقات التتابع لألعاب القوى العالمية 2024          | 14        | أستراليا · كندا · فرنسا · ألمانيا · بريطانيا العظمى · إيطاليا · ساحل العاج · جامايكا · هولندا · نيجيريا · بولندا · سويسرا · ترينيداد وتوباغو · الولايات المتحدة |
| قائمة أفضل الرياضيين في العالم (حتى 30 يونيو 2024) | 2         | إسبانيا · بلجيكا |
| المجموع                                            | 16        | |

## النتائج

### الجولة الأولى
أقيمت الجولة الأولى في 8 أغسطس، بدءًا من الساعة 11:10 (UTC+2) صباحًا.

#### تصفيات الجولة الأولى
نتائج تصفيات الجولة الأولى من سباق 4 × 100 متر تتابع للسيدات.
| المركز | المسار | البلد            | الفريق الرياضي                                                               | رد الفعل | الوقت | الملاحظات |
| ------ | ------ | ---------------- | ---------------------------------------------------------------------------- | -------- | ----- | --------- |
| 1      | 6      | الولايات المتحدة | ميليسا جيفرسون، توانيشا تيري، غابرييل توماس، شاكاري ريتشاردسون               | 0.144    | 41.94 | Q         |
| 2      | 7      | ألمانيا          | صوفيا جانك، ليزا ماير، جينا لوكنكيمبر، ريبيكا هاس                            | 0.152    | 42.15 | Q, SB     |
| 3      | 2      | سويسرا           | سالومي كورا ‏، سارة أتشو جاكييه، ليوني بوينتيه، موجينجا كامبوندجي             | 0.133    | 42.38 | Q, SB     |
| 4      | 5      | أستراليا         | إيلا كونولي، بري ماسترز، كريستي إدواردز، توري لويس                           | 0.153    | 42.75 |           |
| 5      | 8      | بولندا           | ماجدالينا نيمشيك، كريستسينا تسيمانوسكايا، ماجدالينا ستيفانوفيتش، إيفا سوبودا | 0.156    | 42.86 |           |
| 6      | 4      | إيطاليا          | زينب دوسو، داليا كداري، إيرين سيراجوزا، أريانا دي ماسي                       | 0.159    | 43.03 |           |
| –      | 3      | بلجيكا           | راني فينكي، راني روزيوس، إليز ميهوس، ديلفين نكانسا                           | 0.137    | DQ    | TR 24.7   |
| –      | 9      | ساحل العاج       | مورييل أهوري ديمبس، جيسيكا غباي، مابوندو كوني، ماري جوسيه تا لو              | 0.153    | DQ    | TR 17.2.3 |

#### تصفيات الجولة الثانية
نتائج تصفيات الجولة الثانية من سباق 4 × 100 متر تتابع للسيدات.
| المركز | المسار | البلد            | الفريق الرياضي                                                      | رد الفعل | الوقت | الملاحظات |
| ------ | ------ | ---------------- | ------------------------------------------------------------------- | -------- | ----- | --------- |
| 1      | 7      | بريطانيا العظمى  | بيانكا ويليامز، إيماني لانسيكو، إيمي هانت، ديزيري هنري              | 0.173    | 42.03 | Q         |
| 2      | 6      | فرنسا            | أورلان أوليير، جيميما جوزيف، هيلين باريسو، كلوي جاليت               | 0.163    | 42.13 | Q         |
| 3      | 9      | جامايكا          | آلانا ريد، كيمبا نيلسون، شاشالي فوربس، تيا كلايتون                  | 0.164    | 42.35 | Q, SB     |
| 4      | 8      | كندا             | ساد ماكريث، جاكلين مادوغو، ماري إليويز ليكلير، أودري ليدوك          | 0.140    | 42.50 | q, NR     |
| 5      | 5      | هولندا           | إيزابيل فان دن بيرج، ماريه فان هونينستين، مينكي بيشوبس، تاسا جيا    | 0.157    | 42.64 | q         |
| 6      | 4      | نيجيريا          | جوستينا تيانا إياكبوبيان، صالح أوفيلي، روزماري تشوكوما، تيما جودبلك | 0.168    | 42.70 | SB        |
| 7      | 3      | إسبانيا          | سونيا مولينا برادوس، جايل بيستوي، باولا سيفيلا، ماريا إيزابيل بيريز | 0.183    | 42.77 | SB        |
| 8      | 2      | ترينيداد وتوباغو | أكيلة لويس، سول فريدريك، سناء فريدريك، ليا برتراند                  | 0.156    | 43.99 |           |

### النهائي
أقيمت المباراة النهائية في 9 أغسطس، ابتداءً من الساعة 19:30 (UTC+2) في المساء..
| المركز | المسار | البلد            | الفريق الرياضي                                                   | رد الفعل | الوقت | الملاحظات |
| ------ | ------ | ---------------- | ---------------------------------------------------------------- | -------- | ----- | --------- |
| الأول  | 5      | الولايات المتحدة | ميليسا جيفرسون، توانيشا تيري، غابرييل توماس، شاكاري ريتشاردسون   | 0.155    | 41.78 | SB        |
| الثاني | 8      | بريطانيا العظمى  | دينا آشر سميث، إيماني لارا لانسيكو، إيمي هانت، داريل نيتا        | 0.177    | 41.85 |           |
| الثالث | 7      | ألمانيا          | ألكساندرا بورغهارت، ليزا ماير، جينا لوكنكيمبر، ريبيكا هاس        | 0.166    | 41.97 | SB        |
| 4      | 6      | فرنسا            | أورلان أوليير، جيميما جوزيف، هيلين باريسو، كلوي جاليت            | 0.156    | 42.23 |           |
| 5      | 4      | جامايكا          | آلانا ريد، كيمبا نيلسون، شاشالي فوربس، تيا كلايتون               | 0.143    | 42.29 | SB        |
| 6      | 3      | كندا             | ساد ماكريث، جاكلين مادوغو، ماري إليويز ليكلير، أودري ليدوك       | 0.129    | 42.69 |           |
| 7      | 2      | هولندا           | إيزابيل فان دن بيرج، ماريه فان هونينستين، مينكي بيشوبس، تاسا جيا | 0.144    | 42.74 |           |
| –      | 9      | سويسرا           | سالومي كورا ‏، سارة أتشو جاكييه، ليوني بوينتيه، موجينجا كامبوندجي | 0.134    | DQ    | TR 24.7   |